# Bruno Pellizzari
Bruno Pellizzari (né le 5 novembre 1907 à Milan et mort le 21 décembre 1991 dans la même ville) est un coureur cycliste italien. Spécialiste de la vitesse sur piste, il a remporté la médaille de bronze dans cette discipline lors des championnats du monde de cyclisme sur piste 1930 en amateur et lors des Jeux olympiques de 1932.

## Palmarès

### Jeux olympiques
- Los Angeles 1932
  -  Médaillé de bronze de la vitesse

### Championnats du monde
- Bruxelles 1930
  -  Médaillé de bronze de la vitesse amateurs

### Championnats nationaux
- Champion d'Italie de vitesse amateur en 1931 et 1932, et professionnel en 1934 et 1935